# Заблоце (Пулавський повіт)
Заблоце (пол. Zabłocie) — село в Польщі, у гміні Маркушув Пулавського повіту Люблінського воєводства.
Населення — 313 осіб (2011).
У 1975-1998 роках село належало до Люблінського воєводства.

## Демографія
Демографічна структура станом на 31 березня 2011 року:
|          | Загалом | Допрацездатний вік | Працездатний вік | Постпрацездатний вік |
| -------- | ------- | ------------------ | ---------------- | -------------------- |
| Чоловіки | 159     | 40                 | 95               | 24                   |
| Жінки    | 154     | 29                 | 83               | 42                   |
| Разом    | 313     | 69                 | 178              | 66                   |